# Konvooi van de 31000
Het konvooi van de 31000 (Frans: convoi des 31000 of convoi du 24 janvier) was een gevangenentransport per trein in januari 1943 van Frankrijk naar Auschwitz.
Het konvooi vertrok op 24 januari 1943 vanuit Compiègne. In de afgesloten goederenrijtuigen werden 230 vrouwen, voor het overgrote deel communistische verzetsleden, gedeporteerd. Bij aankomst in het concentratiekamp Auschwitz-Birkenau zongen de vrouwen gezamenlijk de Marseillaise. Ze kregen een kampnummer getatoeëerd, van 31625 tot 31854, en daarom kreeg het transport de naam konvooi van de 31000. Onder de vrouwen bevonden zich Danielle Casanova, Marie-Claude Vaillant-Couturier, Maï Politzer en Charlotte Delbo. In mei 1945 waren nog maar 49 van de 230 vrouwen in leven.
Charlotte Delbo, schrijfster en politica, publiceerde in 1965 het boek Le convoi du 24 janvier (Les Éditions de Minuit), vertaald als Niemand van ons zal terugkeren (Meulenhoff).